# Incorruptibilidad cadavérica

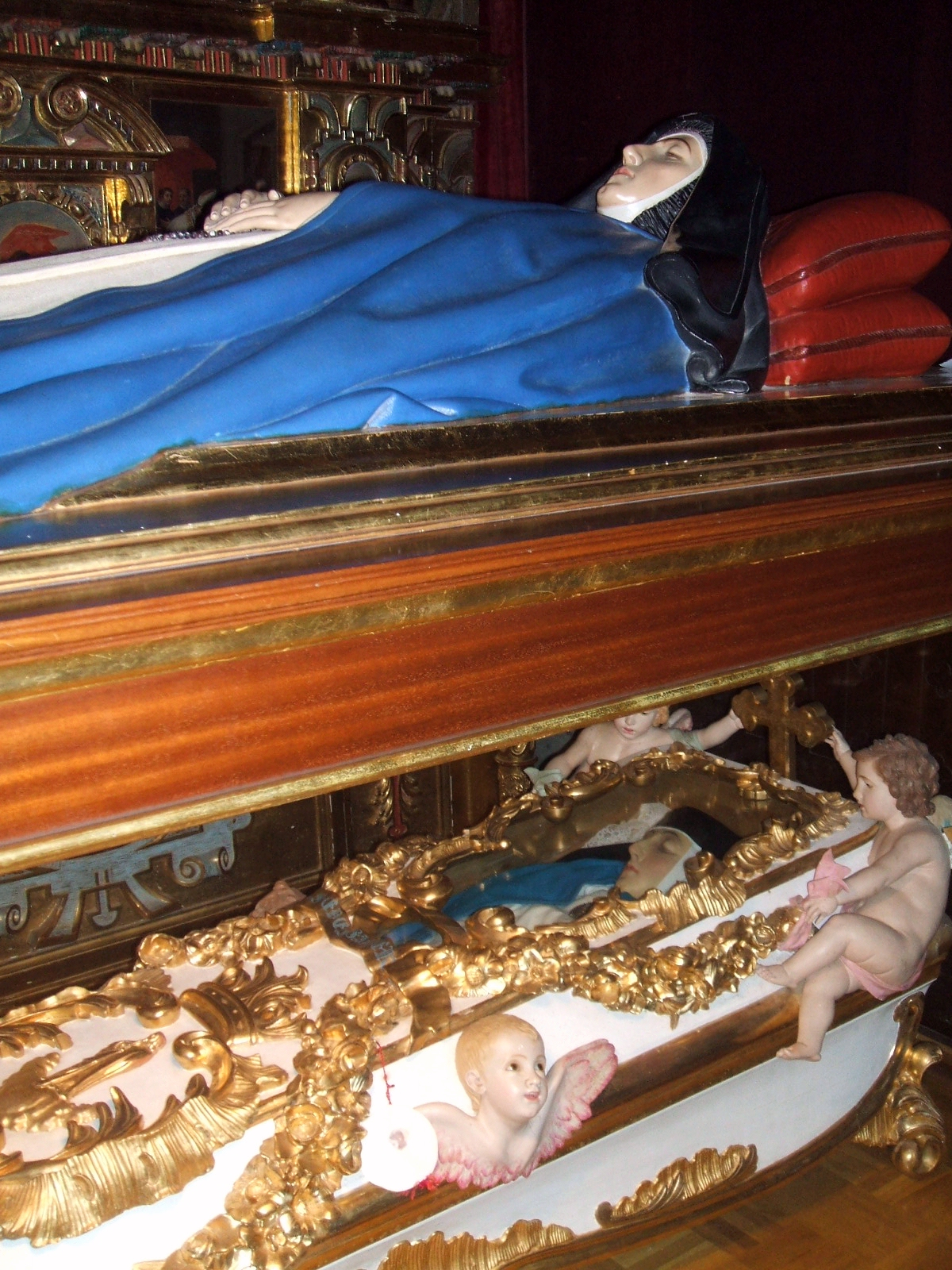
Estatua yacente (arriba) y cuerpo incorrupto (debajo) de la abadesa española Sor María de Jesús de Ágreda, en la iglesia del Convento de las Concepcionistas de Ágreda.

Incorruptibilidad cadavérica es la propiedad de un cadáver generalmente humano, de no continuar el curso esperado de descomposición, sin ser embalsamado o preservado de forma alguna para tal fin. Hay casos no intencionados atribuidos a causas naturales y otros a causas sobrenaturales como en algunas religiones la atribuyen a la intervención divina. Otros casos son intencionados como son por embalsamamiento.

## Causas

### Momificación natural

#### Aislamiento de oxígeno
Es un fenómeno natural, que consiste en la desecación del cadáver por evaporación del agua de sus tejidos, lo que hace imposible el desarrollo de los gérmenes, deteniendo así el proceso de la putrefacción. El resultado es que la forma exterior del cuerpo se conserva bastante bien, hasta el punto de poder reconocerse las facciones del difunto.
El aislamiento del cuerpo del oxígeno es un factor importante para la conservación de sus órganos.
Según explica el antropólogo forense, José Manuel Reverte Coma, en sus estudios para el panameño Instituto Gorgas de Estudios de la Salud, estos cadáveres que aparecen conservados no tienen nada de mística o magia, "Este fenómeno se da en algunos lugares como son las criptas de algunos monasterios donde la sequedad del ambiente y la ausencia de insectos, unido quizás al hecho de que el cuerpo estaba exento de grasa y a la existencia de un medio interno adecuado para destruir las bacterias responsables de la putrefacción, permite que el cuerpo se deseque en forma natural conservándose incorrupto por tiempo indefinido".

#### Petrificación
Otro caso que puede darse es la petrificación, transformación del cadáver en material pétreo debido a la infiltración por hidroxiapatita y carbonato cálcico. Un claro ejemplo de lo anterior es el caso de las momias de Guanajuato.

#### Adipocira
Otro camino, opuesto al anterior, es cuando el cadáver queda en un ambiente de humedad relativa, pero estéril en donde la putrefacción se detiene para dar paso a la momificación natural, ya sea en una turba como es en el caso de la Momia del pantano, primero se produce una saponificación (transformación de los tejidos en jabones mediante la grasa) y luego una fase plástica, durante la cual las partes blandas se transforman en algo parecido a la plastilina.

#### Corificación
La corificación: es un bloqueo de la putrefacción de un cadáver cuando es introducido en un féretro perfectamente sellado, en ausencia de oxígeno, es imposible el desarrollo de ciertas bacterias de la putrefacción, y los tejidos orgánicos quedan conservados con un aspecto semejante al cuero.
Este proceso natural generalmente ocurre en los cadáveres que son introducidos en féretros de cinc o plomo cerrados herméticamente por soldadura, la putrefacción se detiene por carencia de oxígeno, se caracteriza porque la piel del cadáver asume un color grisáceo y adquiere la consistencia típica del cuero recién curtido, el tejido celular subcutáneo, la musculatura y las vísceras, en especial las abdominales, se reducen sensiblemente de volumen, dando al cadáver un aspecto de marcada desnutrición.
La corificación se presenta entre el fin del primer año y en el segundo de conservación, aunque también se ha visto en pocos meses.
Se trataría de una especie de embalsamamiento natural, que sólo tiene lugar en el especial ambiente hermético en que se encuentra el cadáver.
Es una especie de mezcla entre momificación y saponificación y algunos autores consideran que es un paso previo o incompleto al fenómeno de la saponificación.
El cadáver corificado se diferencia del momificado en que es más blando y flexible.

#### Conservación por deshidratación
En la mayoría de los casos, las enzimas necesitan un ambiente acuoso para trabajar, pero si la temperatura es demasiado alta, el cuerpo se deshidrata antes de que puedan entrar en acción las enzimas, y esto da lugar a la momificación.

#### Criopreservación
Puede ocurrir también que por una baja temperatura ambiental el cuerpo se preserve con pocas variaciones importantes. El frío intenso y prolongado puede propiciar una conservación del cadáver prácticamente indefinida. El enfriamiento continuado a -40 °C permite la conservación casi indefinida de productos de origen animal y vegetal. Por otra parte, la rápida congelación en nitrógeno líquido a -196 °C, permite la conservación en condiciones vitales de material biológico, para su posterior empleo en trasplantes o investigación.
La perfecta conservación del cadáver permite su identificación, pero una vez producida la descongelación, los fenómenos cadavéricos muestran un curso acelerado, por lo que la autopsia no debe posponerse. Un ejemplo de esta situación es el hallazgo de Ötzi.

## En la religión

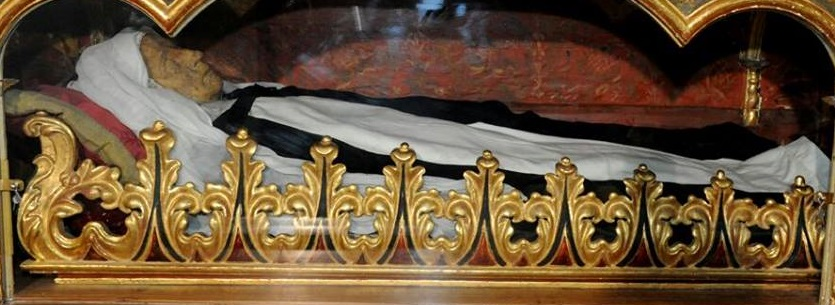
Cuerpo incorrupto de sor María de Jesús de León y Delgado, convento de Santa Catalina de Siena (San Cristóbal de la Laguna, Tenerife)
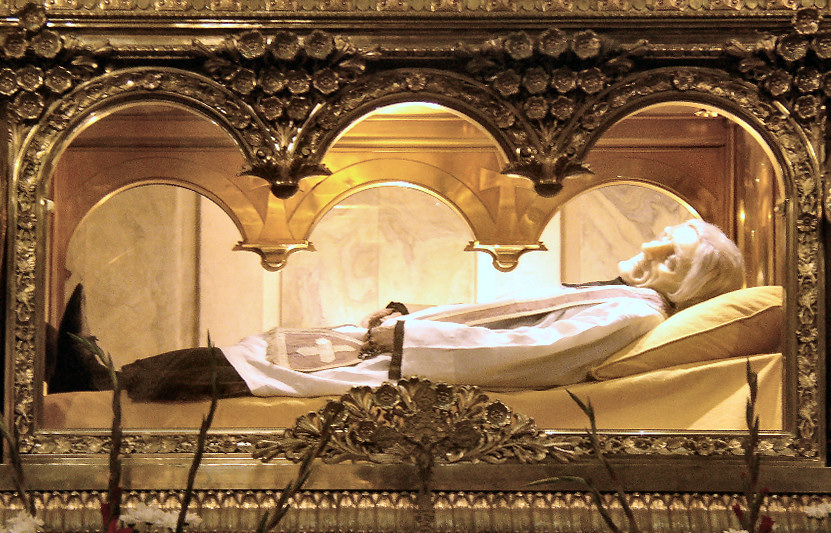
Cuerpo incorrupto de san Juan María Vianney en la basílica de Ars, Francia
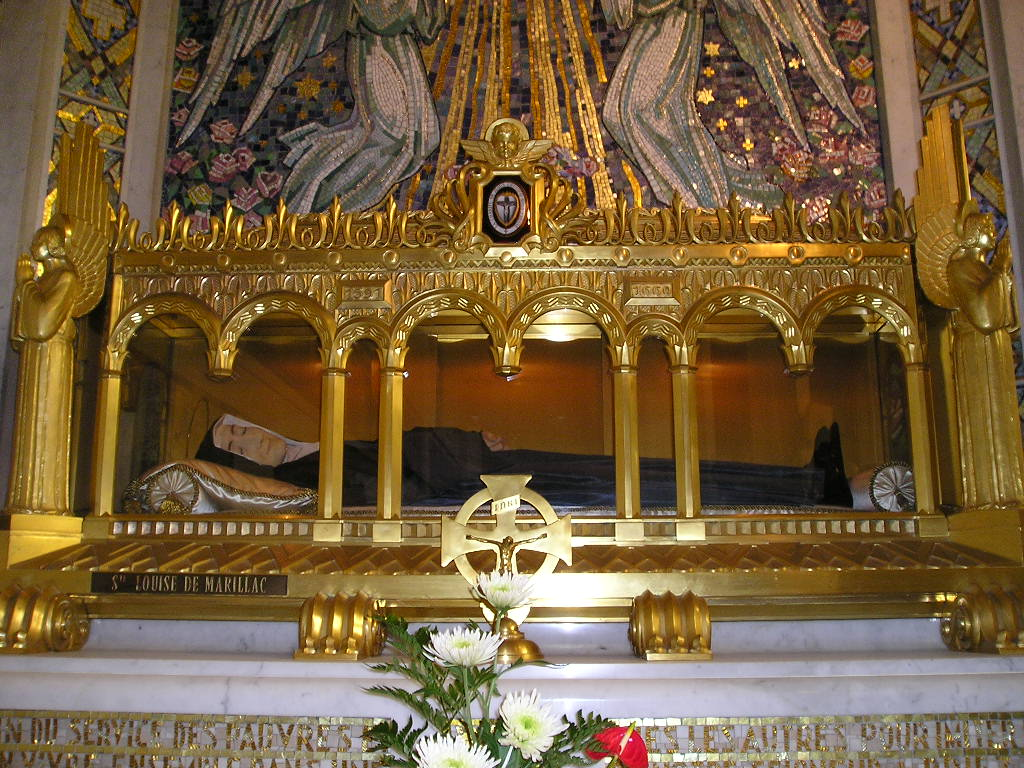
Urna con el cuerpo incorrupto de santa Luisa de Marillac en la Rue du Bac de París (con tratamiento de cera)
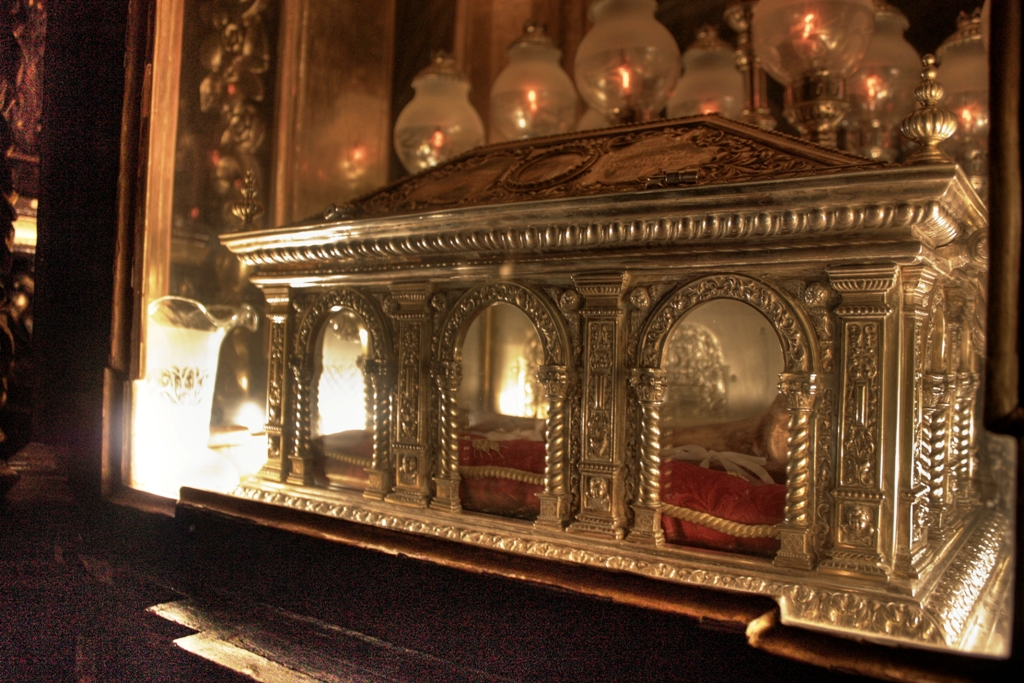
Relicario de san Juan de la Cruz en Úbeda. Su cuerpo permanece incorrupto y perfectamente flexible.

### Budismo
Si bien estos casos son menos conocidos en Occidente, también existen cadáveres incorruptos en el budismo. A diferencia de los católicos, los budistas incineran los cadáveres algún tiempo después de su muerte, en concordancia con sus ritos y tradición.
No obstante lo anterior, nótese que en tales casos de auto-momificación no puede hablarse propiamente de incorruptibilidad cadavérica, sino más bien de momificación, al haber intervenido técnicas de preservación; al contrario de cómo si sucedería por un periodo de tiempo en el estado obtenido a través de la práctica budista del Phowa (Práctica de la muerte consciente", o "Transferencia de la conciencia al momento de la muerte"), en el cual el cuerpo físico luego de este proceso terminaría por desaparecer finalmente.

### Catolicismo
"Los cuerpos de los santos mártires y otros que viven ahora con Cristo, cuerpos que eran sus miembros y templos del Espíritu Santo, que un día se levantarán por Él y serán glorificados en la vida eterna, pueden ser venerados por los creyentes. Dios da muchos beneficios a los hombres a través de ellos." (Concilio de Trento).

#### Cuerpos incorruptos de santos
La Iglesia católica, entre otras, ha considerado tradicionalmente la incorruptibilidad cadavérica de determinados personajes, particularmente santos y beatos, como un signo milagroso de su santidad, y por esta razón son muchos los cadáveres llamados incorruptos que se veneran en santuarios católicos. Dos capítulos fueron dedicados por el papa Benedicto XIV en la "Cadaverum Incorruptione" en la que se trata sobre la veneración de las reliquias de los santos. La creencia de que un cadáver incorrupto era señal de la gracia divina se constata en Occidente desde al menos la Edad Media.
La idea del cadáver incorrupto suele dar pie a la idea de que estos cadáveres se mantienen en mayor o menor medida tal y como eran en el momento de la muerte. Los cadáveres que se exponen públicamente suelen estar recubiertos de capas de cera que ayudan a evitar el continuo deterioro del cadáver propiciado por la exposición. Otros cadáveres se exponen en su estado natural y es apreciable el deterioro de los mismos.
Existen igualmente cadáveres incorruptos que no han recibido tratamiento alguno y se conservan bien. Y otros en los que se han corrompido algunas partes y otras han perdurado (como los casos de san Antonio de Padua ―del cual permanece incorrupta solo la lengua―, santa Catalina de Siena ―cuya cabeza todavía se conserva sin pudrirse―, santa Margarita ―cuyo cerebro se conserva sin descomponer―).

#### Historias de santos incorruptos
Se intentó deliberadamente la rápida destrucción de los cadáveres de tres santos poniendo cal en sus féretros: san Francisco Javier, san Juan de la Cruz y san Pascual Baylón; la cal deja los huesos limpios en pocos días. En los dos primeros casos se intentó acelerar la descomposición con cal para que su traslado pudiera llevarse a cabo más conveniente, e higiénicamente, queriendo transportar solo sus huesos, en lugar de cadáveres medio podridos. En los tres casos la preservación triunfó. De hecho, en el caso de san Francisco Javier, a pesar de su tratamiento inicial, de varios traslados, de amputación de miembros, y el rudo trato de su cadáver cuando fue forzado a entrar en una tumba demasiado pequeña para su tamaño, estaba todavía en buen estado de conservación, ciento cuarenta y dos años después.
La humedad en la bóveda de la tumba de san Carlos Borromeo, en la Catedral de Milán, fue tal, que esta causó la corrosión y podredumbre de las dos tapas de su féretro, llegando la humedad al cadáver, pero sin descomponerlo. Los restos de san Pacífico de San Severino fueron enterrados sin féretro directamente en tierra por indicación de la regla de su orden, como en el caso de santa Catalina de Bolonia. Sin embargo, ambos se mantuvieron en perfectas condiciones.
El cadáver de santa Catalina Labouré fue encontrado perfectamente blanco y natural cincuenta y seis años después de su muerte; aunque su triple féretro se encontraba muy corroído. Fue tanta la humedad que penetró, que parte de su hábito se deshacía marchito hacia su mano, como observaron los médicos examinadores. El cadáver de santa Catalina de Siena también soportó los abusos de la humedad, pero fue encontrado inafectado después de haber sido colocado en un cementerio donde el beato Raymundo de Capua dijo que "estaba muy expuesto a la lluvia". La ropa sufrió severos deterioros.
San Charbel Makhlouf fue enterrado sin féretro, como está recomendado en la regla de su orden religiosa. Su cadáver fue encontrado flotando en barro dentro de una tumba inundada, durante la exhumación llevada a cabo cuatro meses después de su muerte, tiempo suficiente como para permitir al menos una destrucción parcial. Su cadáver, que se ha preservado perfectamente como cuando estaba vivo, y flexible por más de setenta años, emite constantemente un bálsamo perfumado.
La conservación del cadáver de san Colmano es bastante notable debido a que su cuerpo permaneció suspendido de un árbol en el cual había sido colgado por un período tan largo (18 meses) que los pobladores lo hallaron francamente milagroso. Un cadáver expuesto de esta manera se descompone ocho veces más rápido que los enterrados, por la actividad de los microorganismos del aire.
San Andrés Bobola fue parcialmente desollado vivo, sus manos fueron cortadas y su lengua fue arrancada. Tras horas de torturas y mutilaciones, lo mataron cercenando su cabeza con una espada. Su cadáver fue rápidamente enterrado por católicos en una bóveda bajo la iglesia jesuita de Pinsk, donde fue encontrado cuarenta años después perfectamente preservado, a pesar de las heridas abiertas, que normalmente favorecen y aceleran la corrupción. Aunque su tumba estaba húmeda, causando que sus vestimentas se pudrieran, y en la proximidad de otros cadáveres en descomposición, sus restos estaban perfectamente flexibles, su carne y músculos estaban suaves al tacto, y la sangre que cubría las numerosas heridas se encontraba como la sangre fresca que es congelada. La condición del cadáver fue debatida por sucesivos Promotores de la Fe y de Postuladores de su Causa en 1739 y 1830, y finalmente aceptado oficialmente en su incorruptibilidad por la Congregación de Ritos en 1835 como uno de los milagros requeridos para su beatificación. Su cadáver permanece incorrupto después de trescientos años.
En el caso del papa san Juan XXIII (quien murió de cáncer de estómago), se realizó cierto tratamiento de embalsamamiento para que soportara el velatorio y las ceremonias fúnebres, y hay testimonios del médico-científico que lo realizó. Sin embargo es extraordinario que el cadáver se preserve tantos años.

#### Fenómenos que en algunos casos acompañan a la incorruptibilidad
El papa Benedicto XIV, tomando todas las precauciones que la Iglesia mantiene en estos casos, incluyó dos largos capítulos titulados "De Cadaverum Incorruptione" en su trabajo sobre la beatificación y canonización de los santos. Las únicas preservaciones que él deseaba considerar como extraordinarias son aquellas que mantienen una flexibilidad, color y frescura semejantes a cuando los santos estaban vivos, sin intervención deliberada. Estos estrictos requerimientos son cumplidos por una gran cantidad de santos incorruptos.

##### Olor
El fenómeno, conocido con el nombre técnico de osmogenesia, consiste en la liberación de aroma agradable y suave registrada del cuerpo mortal de algunos santos o de los sepulcros donde yacen sus reliquias. Entre los casos más notables de personas en cuyos sepulcros o reliquias se detectaron aromas agradables se citan los de Francisco de Asís, Domingo de Guzmán, Tomás de Aquino, santa Rosa de Lima y santa Teresa de Ávila. La exudación de perfumes es el fenómeno más frecuentemente reportado como suceso del todo extraño a un cadáver. También se reportaron en María Magdalena de Pazzi, santa Julia Billiart, Hugo de Lincoln, Inés de Montepulciano, Camilo de Lellis y Pascual Baylón. Si bien el cadáver de san Juan de la Cruz estuvo fragante muchos años después de su muerte, ninguno de los hasta aquí citados permaneció incorrupto.
Los observadores presentes en la exhumación de san Alberto Magno, que se llevó a cabo doscientos años después de su muerte, quedaron asombrados por el perfume que despedían las reliquias del santo.
La dulzura del aroma sobre el cadáver de santa Lucía de Narni se quedaba en todos los objetos con que reverentemente tocaron la reliquia durante su exposición durante cuatro años después de su muerte.[cita requerida] Un olor a rosas que emanaba de Teresa de Jesús fue descrito frecuentemente por sus discípulas durante su vida y notado también por las hermanas de su convento en Alba de Tormes durante la última exhumación de su cadáver en 1914, más de trescientos años después de su muerte.

##### Flexibilidad
En los cadáveres conservados por momificación, ya sea esta natural, o artificialmente provocada, no se observa el fenómeno de la flexibilidad. Son cadáveres duros y rígidos. La rigidificación de los miembros comienza pocas horas después de la muerte. La mayoría de los santos incorruptos no sufrieron esta rigidez, permaneciendo muchos de ellos flexibles por varios siglos. Así, san Alonso de Orozco, cuyo cadáver estaba flexible doce años después de su muerte; san Andrés Bobola, cuarenta años, y santa Catalina Labouré, cincuenta y siete años después de su muerte.
El cadáver de santa Catalina de Bolonia estaba tan flexible doce años después de su muerte que pudo ser colocado en posición sentada, forma en que aún permanece. El cadáver de la beata Eustoquia Calafato también fue colocado en la misma posición, ciento cincuenta años después de su muerte. El cadáver de san Juan de la Cruz, muerto en 1591, todavía está perfectamente suave.

##### Sangre fresca
Otro fenómeno que desafía las explicaciones científicas es la emanación de sangre fresca que procede de una buena cantidad de estos cadáveres, muchos años después de su muerte. Fue observado ochenta años después de la muerte de San Hugo de Lincoln, cuando se separó la cabeza del cuello. Nueve meses después de la muerte de San Juan de la Cruz, fluyó sangre fresca de la herida resultante de un dedo amputado.
Durante la exhibición del cadáver de san Bernardino de Siena, que duró veintiséis días después de su muerte, una cantidad de brillante sangre roja salió por su nariz durante el día veinticuatro, como observó y registró san Juan de Capistrano. Durante el examen médico del cadáver de san Francisco Javier un año y medio después de su muerte, uno de los médicos insertó su dedo en una herida y lo retiró con sangre, la cual, como declaró, estaba "fresca e impoluta". La herida mortal sobre la frente de san Josafat sangró veintisiete años después de su muerte.
Cuarenta y tres años después del fallecimiento de san Germán de Pibrac, mientras unos trabajadores preparaban la tumba para otro ocupante, una herramienta que estaban utilizando se resbaló y dañó la nariz del santo, haciéndola sangrar.
Y finalmente, cuarenta años después de la muerte de San Nicolás de Tolentino, un hermano lego separó secretamente los brazos de la reliquia. Fue encontrado y seriamente reprendido cuando un copioso flujo de sangre delató el acto sacrílego, suceso que fue aceptado como milagroso por el papa Benedicto XIV.
Durante el intento de cambio de caja del cadáver de la beata María Ana de Jesús Navarro en 1783, encontrándose el cuerpo aún entero, incorrupto y flexible, decidieron los cirujanos cortar los tendones de las rodillas para doblar las piernas, pero de la primera incisión brotó abundante sangre por lo que tuvieron que cesar en su empeño y la dejaron en la urna antigua hasta realizar una apropiada.

##### Luces
Aunque no contribuyó en nada a la preservación de estas reliquias, la aparición de luz en los cadáveres y tumbas de algunos de estos santos señaló dónde se encontraban. La santidad de san Guthlac fue afirmada por muchos testigos que vieron la casa en que murió envuelta con una luz brillante, la cual procedía desde allí y se dirigía hacia el cielo. El perfume que procedía de la boca de san Luis Bertrand en su lecho de muerte fue acompañado por una intensa luz que iluminó su humilde celda por varios minutos. Muchos otros santos fueron favorecidos con esta iluminación, incluidos san Juan de la Cruz, san Antonio de Stroncone y santa Juana de Lestonnac.
Tal vez la manifestación más impresionante ocurrió en la tumba de san Charbel Makhlouf. Muerto en 1898, una luz, que brilló fuertemente por cuarenta y cinco noches en su tumba, fue presenciada por muchos lugareños y finalmente terminó en la exhumación de su cadáver, perfectamente conservado.

##### Otros fenómenos
El aceite que fluye cada cierto tiempo, durante siglos, del cadáver del beato Matías Nazzarei de Matelica, fallecido en 1320. El mismo fenómeno se registra en el cadáver incorrupto de la beata Mariana de Jesús.

### Cuerpos relicario
Los cuerpos relicario, también denominados corposanto en el caso de santos desconocidos, son estatuas de cera que a menudo se confunden con cuerpos incorruptos. Estas esculturas, las cuales unifican el culto a las reliquias con la imaginería religiosa, constituyen recipientes en cuyo interior se custodian los huesos (por lo general el esqueleto íntegro o casi en su totalidad) de un santo o mártir cristiano. Estas figuras representan al personaje en cuestión en una actitud relajada, con la cabeza apoyada sobre cojines, los ojos y la boca entreabiertos, tumbado de espaldas o de lado y mostrando las señales del martirio al que fue sometido (en caso de ser mártir), siendo la marca más común un corte en el cuello. Estas efigies están vestidas con armadura en el caso de militares romanos; túnica corta, cáligas y, en ocasiones, capa en el caso de hombres civiles; y túnica larga y holgada, a veces decorada con bordados, en el caso de las mujeres. El realismo de estas esculturas de cera provoca que en ocasiones las mismas sean confundidas con cadáveres incorruptos. De hecho, varias de estas efigies dejan al descubierto de manera intencionada fragmentos de la osamenta del esqueleto, como parte de las manos y los pies así como los dientes. Estos relicarios suelen estar acompañados de un epitafio y el denominado vaso sángüinem (un recipiente en cuyo interior se guarda la sangre del mártir), además de una authenticae, un certificado que avala la autenticidad de la reliquia, aportando datos sobre su procedencia y lugar de extracción.
Existen muchos casos de santos o beatos no incorruptos de los que se han hecho estatuas yacentes en cera u otros materiales para contener las reliquias de sus huesos. Destacan, por ejemplo, Santa María Goretti; San Pascual Baylón, cuya efigie de cera constituye una copia de lo que fue su cuerpo incorrupto, reproducido gracias a fotografías dado que su cadáver fue profanado e incinerado durante la Guerra Civil Española; los cuerpos relicario de Santa Inocencia, Santa Faustina y Santa Colette, imágenes de cera las cuales semejan cadáveres humanos; y Carlo Acutis, cuya máscara de silicona llevó a creer inicialmente que su cuerpo estaba incorrupto.
Se presenta anexo de los santos que ha permanecido incorruptos en diferentes Tiempos y circunstancias. 

## Lectura relacionada
- García Márquez, Gabriel: «La santa», en Doce cuentos peregrinos, 1992.